# Димитрие Абеляну
Димитрие Абеляну (на румънски: Dimitrie Abeleanu) е виден арумънски просветен деец, един от първите дейци на румънската пропаганда сред арумъните и мъгленорумъните.

## Биография
Абеляну е роден през 1857 година във влашкото пиндско село Авдела, което тогава е в Османската империя, днес в Гърция, и по чието име носи прякора си Абеляну. Учи в лицея „Свети Сава“ и „Матей Бесараб“ в Букурещ. През 1878 г. се връща в Османската империя и става румънски учител в Крушево (1878-1881), Магарево, Гревена, Авдела, Влахоклисура (1885-1887), Янина. Умира в 1933 година в Букурещ.
Сътрудничи на арумънския периодичен печат. В 1916 година издава в Букурещ книгата „Арумънският народ в Македония“.

## Съчинения
- Geografia si harta Turciei Europene, Bucureşti, 1905
- Turciea europenã -geografie fizicà si politicà, Bucureşti, 1905
- Neamul Aromanesc din Macedonia, Institutul de Arte Grafice C. Sfetea, Bucureşti, 1916
- Albania, Bucureşti, 1928
- Constantinopol si vecinàtàtile, s.a.